# عبد ال تومسون كونتيه
عبد ال تومسون كونتيه (بالإنجليزية: Abdul Thompson Conteh)‏ هو لاعب كرة قدم سيراليوني في مركز الهجوم، ولد في 2 يوليو 1970 في فريتاون في سيراليون. شارك مع منتخب سيراليون لكرة القدم. أما مع النوادي، فقد لعب مع بيتسبورغ ريفرهوندز وتيغريس أونال ودي.سي. يونايتد وسان خوسيه إيرثكويكس ونادي ديبورتيفو تولوكا ونادي كوميونيكيشنس ونادي مونتيري.

## وصلات خارجية
- عبد ال تومسون كونتيه على موقع الدوري الأمريكي (الإنجليزية)
- عبد ال تومسون كونتيه على موقع ناشيونال فوتبول تيمز (الإنجليزية)
- عبد ال تومسون كونتيه على موقع Soccerway.com (الإنجليزية)
- عبد ال تومسون كونتيه على موقع عالم كرة القدم.نت (الإنجليزية)